# Наручи

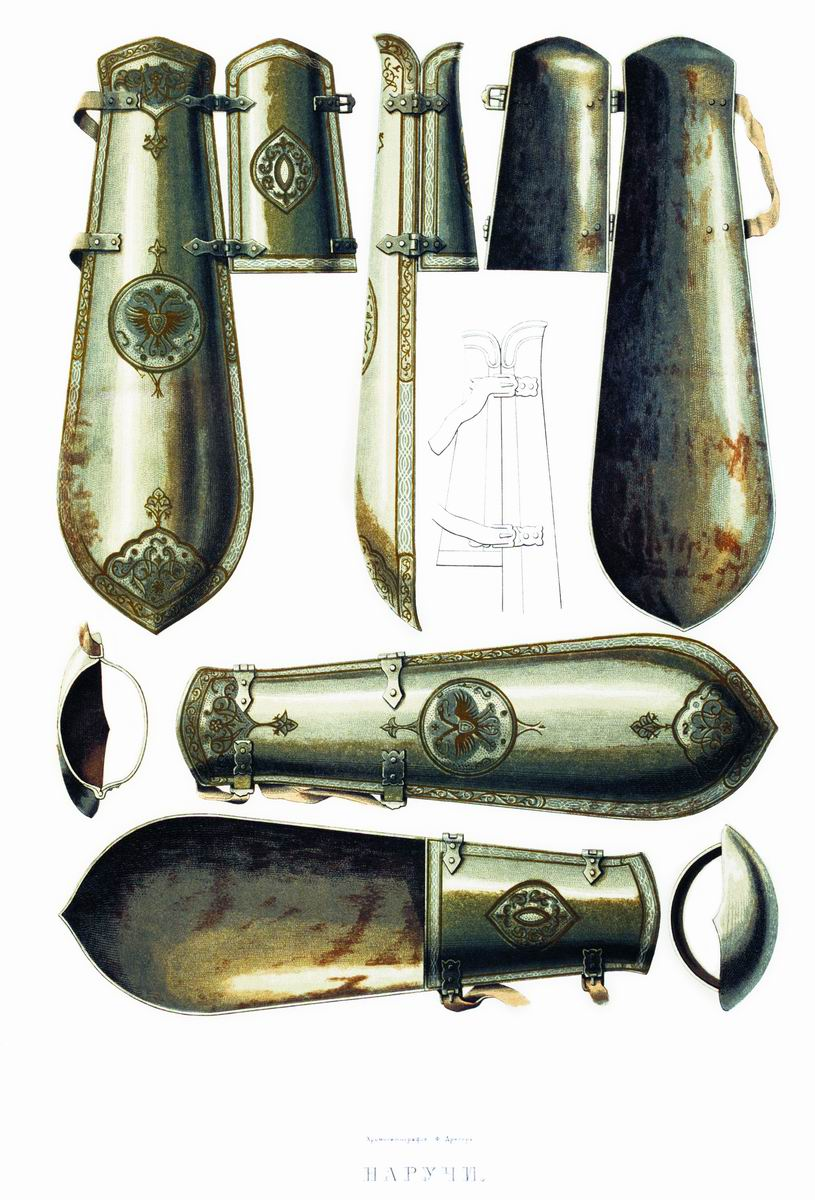
Наручи.

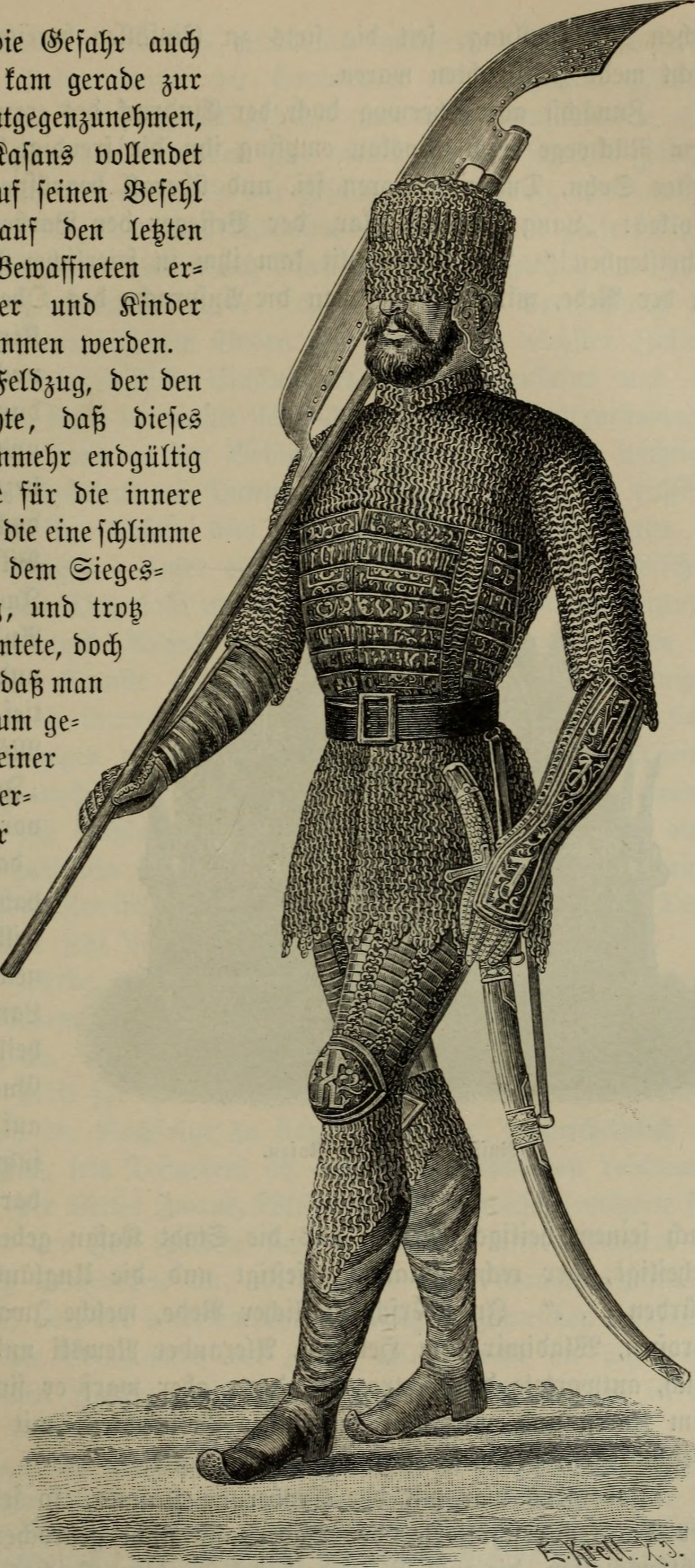
Русский пехотинец XVII века. Иллюстрация из книги Теодора Шимана «Столетие». 1886 г.

На́ручи — личное защитное (предохранительное, охранительное) вооружение (средство индивидуальной защиты), часть доспехов, защищающая руки от кисти до локтя.
Словом наручи на Руси также назывались запястья, поручи и широкий браслет, закреплявший рукава одежды. Часть доспеха, бляха от пясти до наручей или налокотника — зарукавье, зарукавник.

## Описание
Простейшие наручи изготавливались по шинному типу и представляли собой металлические пластины, закреплённые на кожаной основе. Однако они уступали цельнометаллическим наручам, появившимся, вероятно, в Западной Азии. Наиболее совершенными являются наручи трубчатого типа. Такой наруч состоит из двух сильно изогнутых пластин — верхней (локотник) и нижней (черевец). Эти пластины могли соединяться шарнирно, а закрываться с помощью ремешков и пряжек.
Как принадлежности древнерусского оборонительного (защитного) вооружения (средства индивидуальной защиты), нагрудники, наколенники, налокотники, наспинники, наручи, науши — делались из кожи, железа и меди.

## История

### Ближний Восток и Индия
В Иране трубчатые наручи были известны уже в VIII веке, как о том свидетельствует изображение на щите из развалин крепости Муг. Базубанды классической формы сформировались, однако, только в конце XVI — первой половине XV века. Они получили распространение в исламских странах и Индии. Пластины, образующие наручи, могли соединяться как шарнирно, так и с помощью ремешков, и кольчужного плетения. С XVI века некоторые наручи стали соединяться с двумя-тремя пластинами, опиравшимися на руку. Некоторые образцы в этих странах иногда имели определённые особенности. Например, наручи мамелюка Кансу аль-Хури XV века состоят как бы из двух узких черевцов, соединённых с локотником и между собой кольчужным полотном. Индийские наручи, датируемые 1711 г., состоят из железной и бронзовой пластин; внутри приклёпана пластина, предназначенная для равномерного распределения нагрузки на кольчужные кольца. Существовали также более сложные варианты, снабжённые защитой тыльной поверхности кисти и пальцев, однако с XV века они постепенно исчезают.

### Западная Европа
Европейские наручи шинного типа встречаются в археологических находках, относящихся ещё ко времени Вендельской эпохи. Употреблялись они и на Руси. Подобные наручи состояли из ряда длинных и узких слабоизогнутых железных пластин примерно 30×1 см, которые, по всей вероятности, пришивались к основе внахлёст.
В Европе появление наручей связано с восточным влиянием. Около 1230 года там появляется пластинчатая защита рук, в 1250—1260 появляются наручи трубчатого типа, а в первой половине XIV века — шарнирные наручи. Наиболее ранней находкой такого типа являются наручи из Борнхольма (XIV век).
Позднее в Европе усовершенствование наручей и поножей привело к появлению латной защиты. Поэтому наручи становятся элементом лат между налокотником и латной перчаткой либо рукавицей. Однако в данном случае наручем называют весь «рукав», а его часть от кисти до локтя — нижней трубкой наруча.

### Восточная Европа

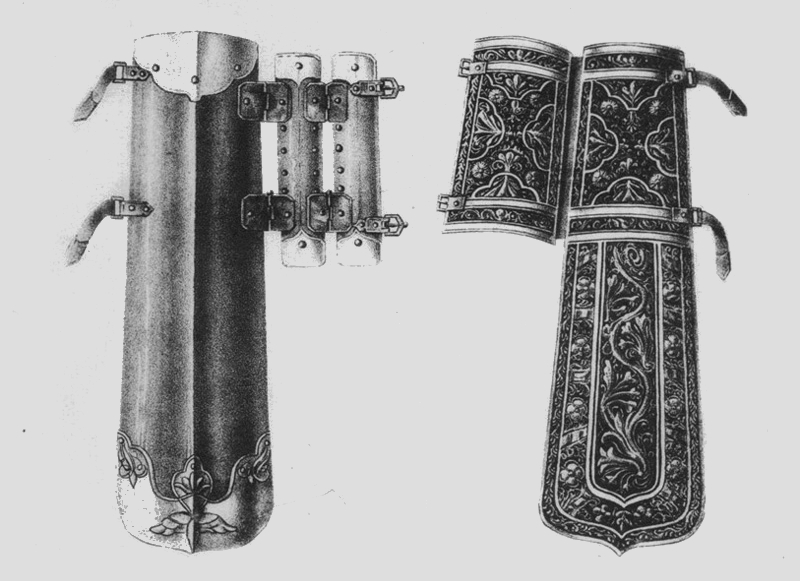
Наручи.

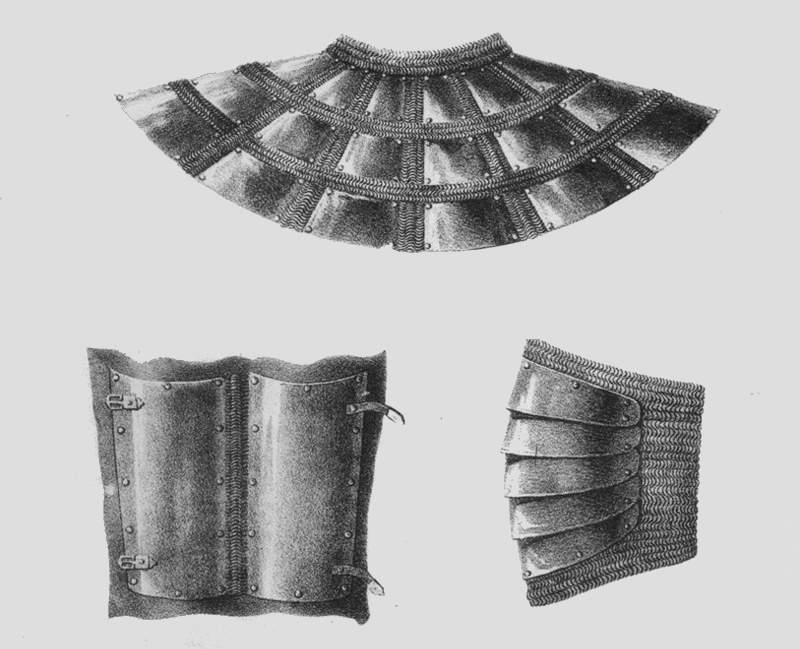
Бармица, зарукавье и наколенок.

Как и в Западной Азии, в Восточной Европе шарнирные трубчатые наручи использовались как отдельный элемент доспеха. Конструктивно они принадлежали к одному типу базубанд. Они снабжались подкладкой, иногда — кольчужной рукавицей. Наручи знатных людей украшались гравировкой, серебром, золотом, иногда — драгоценными камнями и обычно носились вместе с зерцалом; иногда могли они коваться из дамасской стали. В Московской Руси наручи часто встречались в поместной коннице. В Польше наручи носили кавалеристы в комплекте с кирасой. В XVII веке под польским влиянием такой комплект появился и в других странах Европы. Иногда длина верхней части наручей делалась больше нормы, тогда она заходила за локоть.

### Русь
На Руси использование и производство шарнирных трубчатых наручей начинается около 1200 года. Скорее всего, оно связано с влиянием соседних тюрков. Среди археологических находок, связанных с монгольскими походами на Русь, имеются наруч из Сахновки в Среднем Поднепровье и наручи из мастерской Гомия. По конструкции они отличаются от более поздних наручей лишь менее выгнутой формой. Наручи делались из красного булата, стали, железа, гладкие и гранёные, наводились золотом и украшались драгоценными камнями.

### Монголия и Китай
Особый тип наручей — зарукавья, принадлежащие к позднему монгольскому и китайскому куячному оборонительному вооружению. Они состояли из нашитых на ткань металлических пластин, обычно из двух изогнутых, и металлической чаши — налокотника. Застёгивались они пуговицами или пряжками.

### Япония
В Японии наручи котэ появились в конце XII века; причём наруч надевался лишь на левую руку. Он представлял собой рукав из плотной ткани, на который нашивались пластины, защищавшие предплечье, локоть, внешнюю часть руки от локтя до кисти, и крепилась пластина, защищавшая тыльную поверхность кисти. В XIII веке наручи начинают носить на двух руках. В более поздних котэ защита локтя усиливалась кольчужным полотном.